# Rotbindiger Samtfalter
Der Rotbindige Samtfalter (Arethusana arethusa), auch Rostbindiger Samtfalter, ist ein Schmetterling (Tagfalter) aus der Familie der Edelfalter (Nymphalidae).

## Merkmale
Die Falter erreichen eine Flügelspannweite von 34 bis 44 Millimetern. Die Flügeloberseite ist samtig dunkelbraun mit einer aus querovalen, orangebraunen bis rotbraunen Flecken zusammengesetzten Längsbinde, die auf den Hinterflügeln undeutlicher ausgebildet ist. Im obersten Bindenelement befindet sich ein dunkler Augenfleck, der keinen hellen Kern besitzt. Gelegentlich ist auch im untersten Bindenelement der Hinterflügel ein dunkler Augenfleck vorhanden. Der Saum ist abwechselnd gelblich und dunkelbraun gepunktet. Das Muster auf der Vorderflügelunterseite ist überwiegend orangebraun mit deutlich hervortretenden Adern sowie einem weiß zentrierten schwarzen Augenfleck. Die Hinterflügelunterseite zeigt bei den meisten Faltern eine breite, durchgehende, weiße Binde in der Mitte  und ist ansonsten undeutlich gemustert und graubraun bestäubt. Die Raupen sind gelbbraun gefärbt,  haben einen schmalen, weiß eingefassten Rückenstreifen sowie breite weißliche und rotbraune Seitenstreifen.

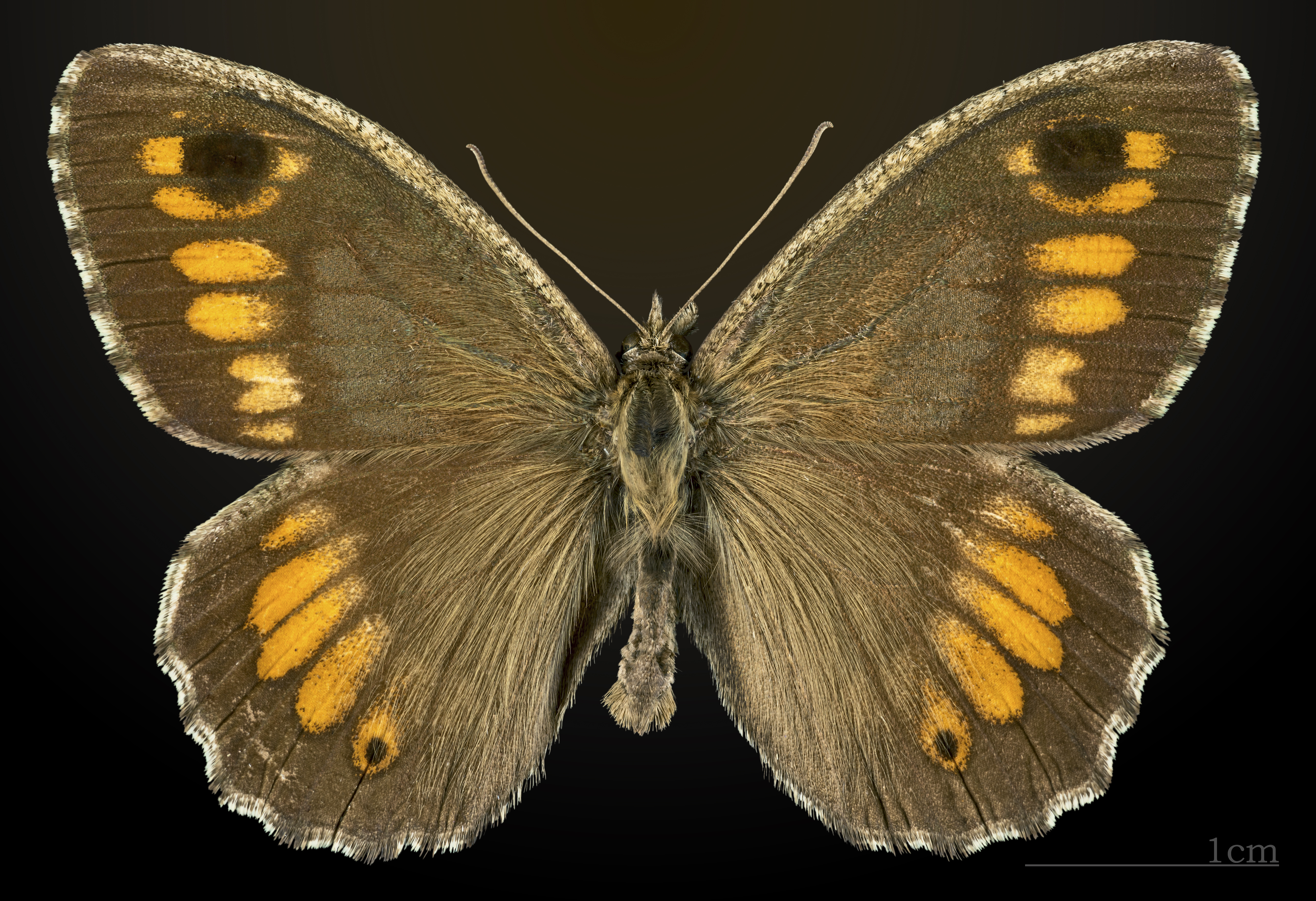
♂
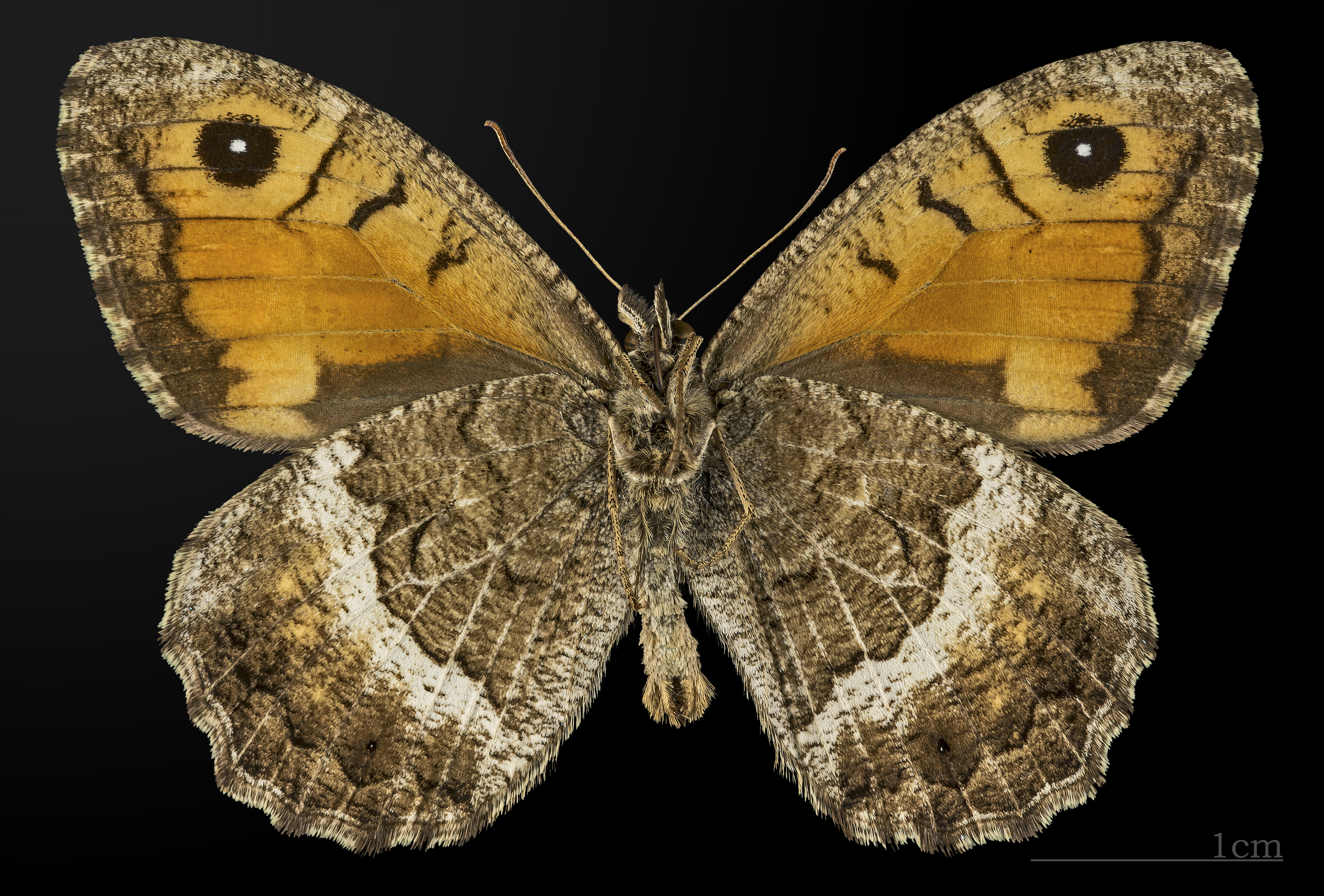
♂ △

## Ähnliche Arten
Die Art ähnelt dem Ockerbindigen Samtfalter (Hipparchia semele), der jedoch durchschnittlich etwas größer ist, ocker- oder gelblichfarbene sowie breitere Binden aufweist und außerdem zwei hell zentrierte Augenflecke auf den Vorderflügeln zeigt.

## Vorkommen
Der Rotbindige Samtfalter kommt vorwiegend in trockenen, sandigen Gebieten in Spanien, Griechenland, Frankreich, Ungarn und weiteren südosteuropäischen Ländern vor. Die weitere Verbreitung umfasst Anatolien bis Mittelasien sowie Nordafrika. Im deutschsprachigen Raum ist er an wenigen Plätzen in Niederösterreich und dem Burgenland zu finden. Ein früheres Vorkommen am Oberrhein kann gegenwärtig nicht bestätigt werden. Das letzte gesicherte Vorkommen in Baden-Württemberg betraf in den Jahren 1975/76 den Kaiserstuhl. Danach wurden dort  keine Tiere mehr nachgewiesen. Zwei Gründe gelten für das Verschwinden der Art als wahrscheinlich: An den sehr kleinen und eng begrenzten Fundstellen wurde der Falter in großer Zahl besammelt, was die Population erheblich schwächte. Außerdem verzeichnete das Jahr 1976 einen extrem heißen Sommer, in dem die Futterpflanze Aufrechte Trespe (Bromus erectus) großflächig austrocknete. Beide Faktoren zusammen haben offensichtlich zum Aussterben des Rotbindigen Samtfalters geführt. Obwohl sich die Vegetation in den Folgejahren erholte, blieb die Art verschwunden.

## Lebensweise
Die Falter fliegen jährlich in einer Generation von Juli bis September. Sie saugen gerne an Blüten, beispielsweise von Mannstreuarten (Eryngium) und ruhen mit zusammengeklappten Flügeln am Boden sowie an Baumstämmen und Steinen. Ungewöhnlich ist die Eiablage, da die Weibchen die Eier im Fluge verstreuen. Die Raupen überwintern sehr klein, ernähren sich von den Halmen von Schwingelarten (Festuca) sowie anderer Gräser und verpuppen sich überwiegend im Juni in der Erde.

## Gefährdung
Der Rotbindige Samtfalter gilt in Deutschland als ausgestorben und wird dementsprechend auf der Roten Liste gefährdeter Arten in Kategorie 0 (ausgestorben oder verschollen) geführt.